# Bouisse
Pour les articles ayant des titres homophones, voir Bouysse.
Bouisse  (Boissa  en occitan) est une commune située dans le Centre du département de l'Aude, en région Occitanie.
Sur le plan historique et culturel, la commune fait partie du massif des Corbières, un chaos calcaire formant la transition entre le Massif central et les Pyrénées. Exposée à un climat océanique altéré, elle est drainée par le Lauquet, le ruisseau de Saint-Pancrasse et par divers autres petits cours d'eau. La commune possède un patrimoine naturel remarquable : deux sites Natura 2000 (les « hautes Corbières » et la « vallée de l'Orbieu ») et quatre zones naturelles d'intérêt écologique, faunistique et floristique.
Bouisse est une commune rurale qui compte 103 habitants en 2022, après avoir connu un pic de population de 764 habitants en 1836. Ses habitants sont appelés les Bouissois et ses habitantes les Bouissoises.
Ses habitants sont depuis peu appelés les Bouissois, il n'y a pas si longtemps encore ils étaient connus sous le nom occitan de Boissencs (prononcer Bouchenks).

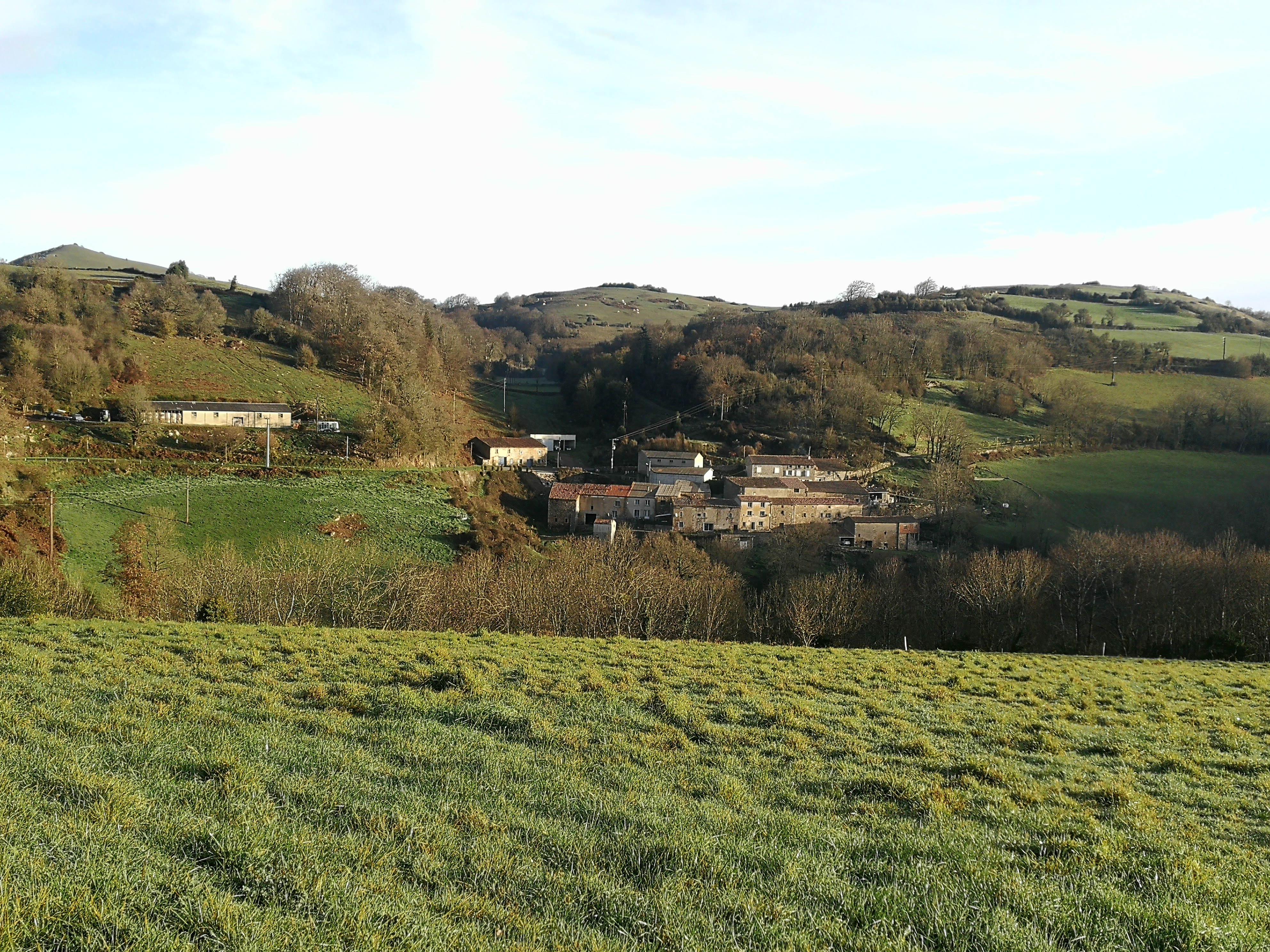
Le hameau de Fond de Razouls à Bouisse.

## Géographie

### Localisation
La commune est située au cœur des Corbières.

### Communes limitrophes
| Villardebelle | Caunette-sur-Lauquet | Lairière |
| Valmigère     | Bouisse              | Montjoi  |
| Arques        | Albières             | Lanet    |

### Géologie et hydrographie
Bouisse est proche d'une perte karstique qui lui fournissait son eau et à la convergence de combes et de vallées sèches dominés par la montagne de Milobre. À l'ouest, aux limites de la commune, à l'amont du hameau de Salagriffe et au pied de la serre de Cantaloups, le Lauquet prend sa source au lieu-dit al Saut et se dirige vers le nord.
Bouisse se situe en zone de sismicité 2 (sismicité faible).

### Hydrographie
La commune est dans la région hydrographique « Côtiers méditerranéens », au sein du bassin hydrographique Rhône-Méditerranée-Corse. Elle est drainée par le Lauquet, le ruisseau de Saint-Pancrasse, le ruisseau de Font de Razouls, le ruisseau de Jouncquairolles, le ruisseau de Labit, le ruisseau de la Mousquière, le ruisseau del Cazal, le ruisseau de l'Escale et le ruisseau de Moullet, constituant un réseau hydrographique de 17 km de longueur totale,.
Le Lauquet, d'une longueur totale de 36,3 km, prend sa source dans la commune et s'écoule vers le nord. Il traverse la commune et se jette dans l'Aude à Couffoulens, après avoir traversé 10 communes.

### Climat
Pour des articles plus généraux, voir Climat de l'Occitanie et Climat de l'Aude.
En 2010, le climat de la commune est de type climat océanique altéré, selon une étude s'appuyant sur une série de données couvrant la période 1971-2000. En 2020, Météo-France publie une typologie des climats de la France métropolitaine dans laquelle la commune est dans une zone de transition entre le climat océanique altéré et le climat de montagne ou de marges de montagne et est dans la région climatique Pyrénées orientales, caractérisée par une faible pluviométrie, un très bon ensoleillement (2 600 h/an), un air sec, particulièrement en hiver et peu de brouillards.
Pour la période 1971-2000, la température annuelle moyenne est de 11,8 °C, avec une amplitude thermique annuelle de 14,8 °C. Le cumul annuel moyen de précipitations est de 967 mm, avec 9,5 jours de précipitations en janvier et 5 jours en juillet. Pour la période 1991-2020, la température moyenne annuelle observée sur la station météorologique la plus proche, située sur la commune de Mouthoumet à 7 km à vol d'oiseau, est de 12,5 °C et le cumul annuel moyen de précipitations est de 837,6 mm,. Pour l'avenir, les paramètres climatiques de la commune estimés pour 2050 selon différents scénarios d'émission de gaz à effet de serre sont consultables sur un site dédié publié par Météo-France en novembre 2022.

### Milieux naturels et biodiversité

#### Réseau Natura 2000

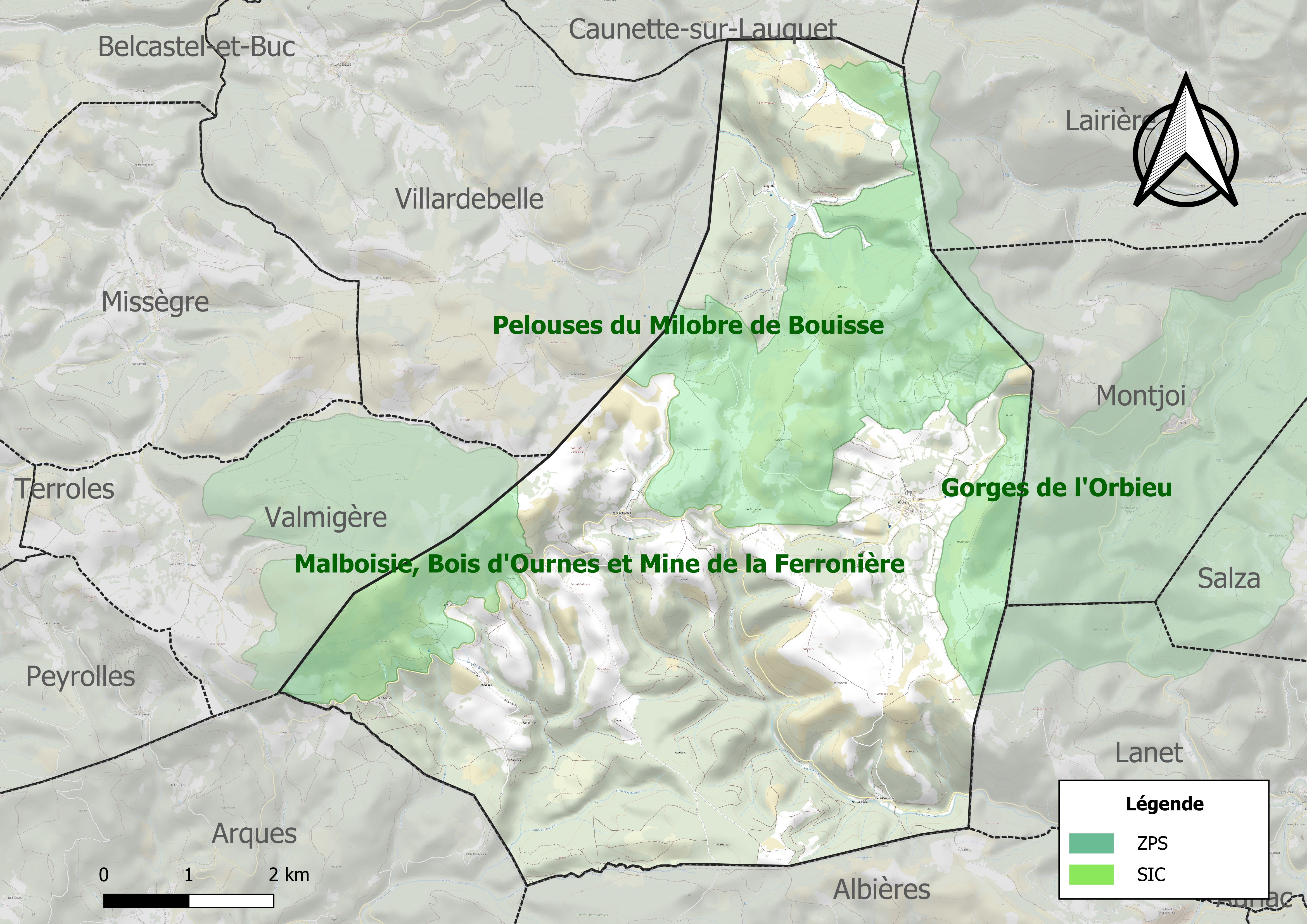
Site Natura 2000 sur le territoire communal.

Le réseau Natura 2000 est un réseau écologique européen de sites naturels d'intérêt écologique élaboré à partir des directives habitats et oiseaux, constitué de zones spéciales de conservation (ZSC) et de zones de protection spéciale (ZPS).Un site Natura 2000 a été défini sur la commune au titre de la directive habitats :
- la « vallée de l'Orbieu », d'une superficie de 17 765 ha, servant d'habitat, entre autres, pour le Barbeau méridional et du Desman des Pyrénées en limite nord de répartition[15]

et un au titre de la directive oiseaux : 
- les « hautes Corbières », d'une superficie de 28 398 ha, accueillant une avifaune riche et diversifiée : rapaces tels que les Busards, l'Aigle Royal, le Circaète Jean-le-Blanc, qui trouvent sur place des conditions favorables à la nidification et à leur alimentation du fait de l'importance des milieux ouverts[16].

#### Zones naturelles d'intérêt écologique, faunistique et floristique
L’inventaire des zones naturelles d'intérêt écologique, faunistique et floristique (ZNIEFF) a pour objectif de réaliser une couverture des zones les plus intéressantes sur le plan écologique, essentiellement dans la perspective d’améliorer la connaissance du patrimoine naturel national et de fournir aux différents décideurs un outil d’aide à la prise en compte de l’environnement dans l’aménagement du territoire. Trois ZNIEFF de type 1 sont recensées sur la commune :
- les « gorges de l'Orbieu » (998 ha), couvrant 5 communes du département[18] ;
- le « malboisie, Bois d'Ournes et Mine de la Ferronière » (469 ha), couvrant 2 communes du département[19] ;
- les « pelouses du Milobre de Bouisse » (618 ha), couvrant 3 communes du département[20] ;

et une ZNIEFF de type 2, : les « Corbières occidentales » (59 005 ha), couvrant 66 communes du département.

Carte des ZNIEFF de type 1 et 2 à Bouisse.
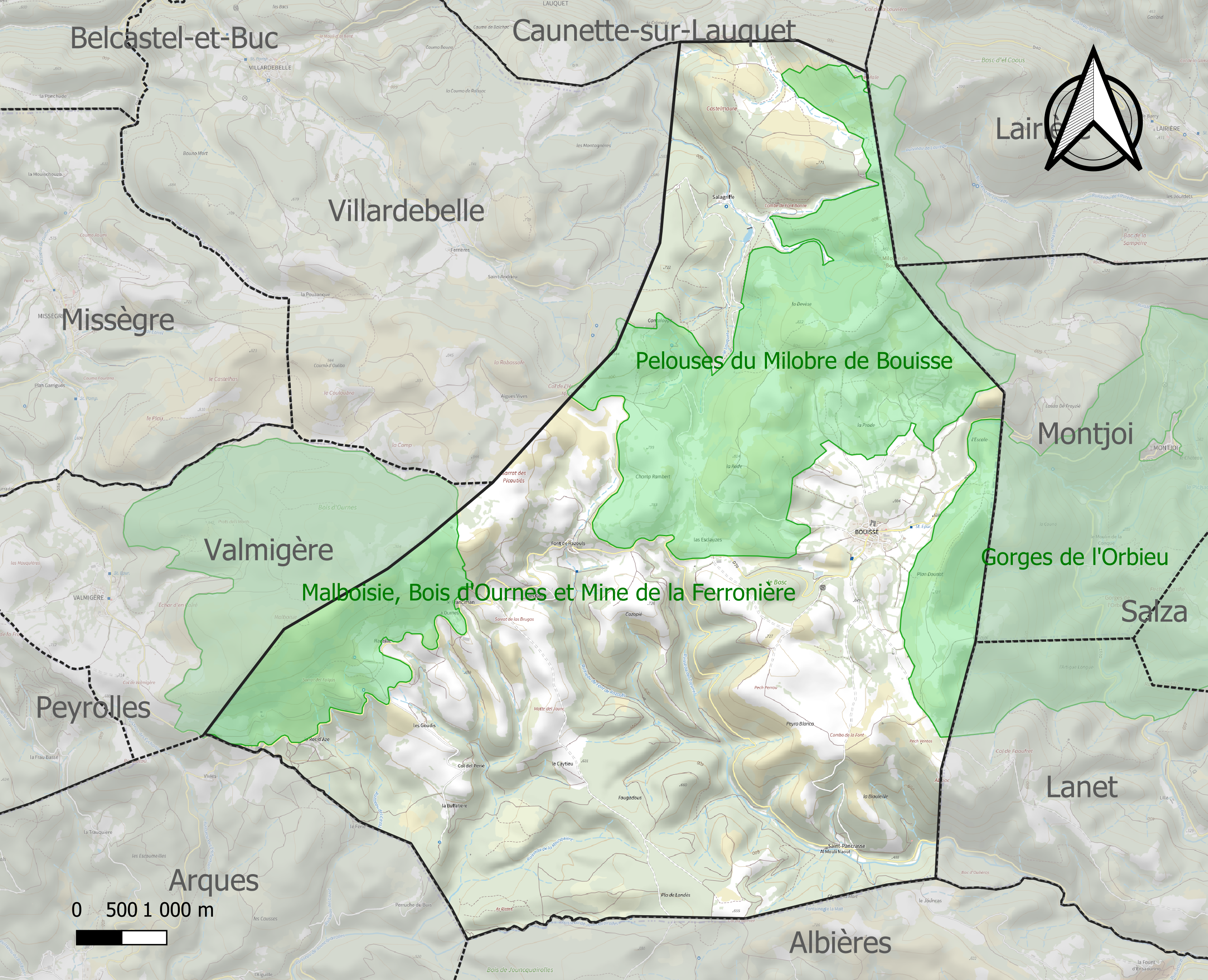
Carte des ZNIEFF de type 1 sur la commune.
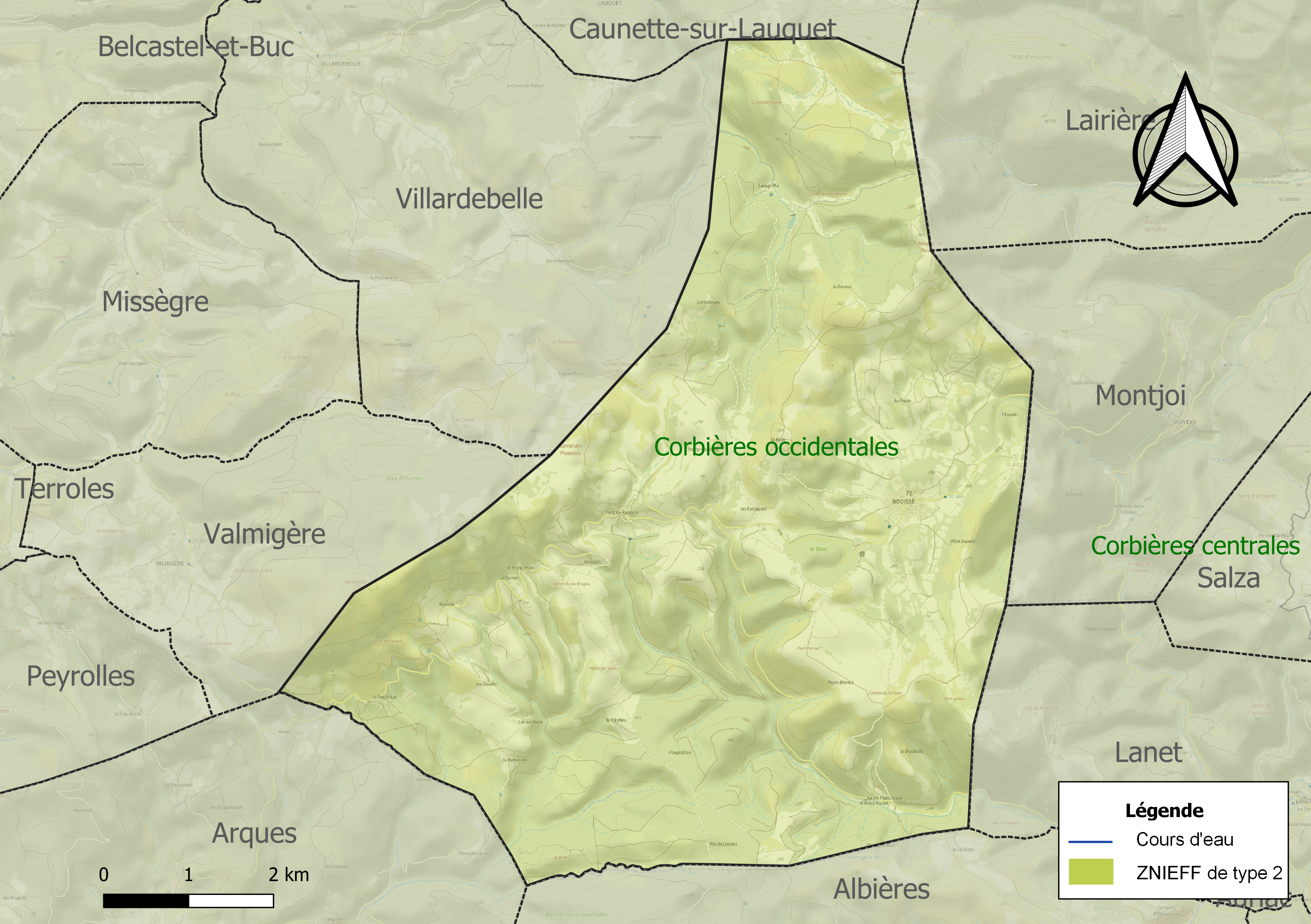
Carte de la ZNIEFF de type 2 sur la commune.

## Urbanisme

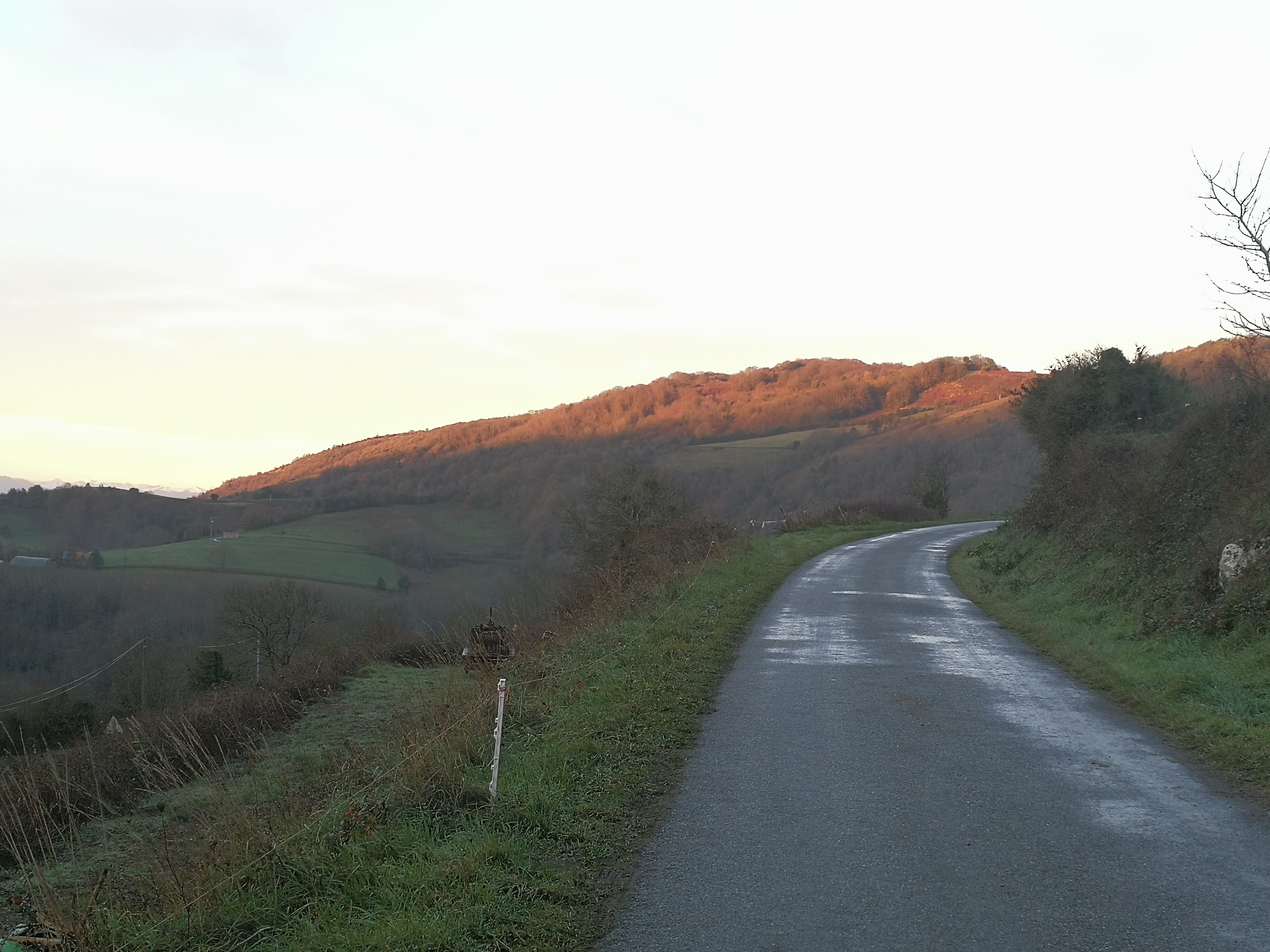
Route D129 sur la commune de Bouisse, en hiver.

### Typologie
Au 1er janvier 2024, Bouisse est catégorisée commune rurale à habitat dispersé, selon la nouvelle grille communale de densité à 7 niveaux définie par l'Insee en 2022.
Elle est située hors unité urbaine et hors attraction des villes,.

### Occupation des sols
L'occupation des sols de la commune, telle qu'elle ressort de la base de données européenne d’occupation biophysique des sols Corine Land Cover (CLC), est marquée par l'importance des forêts et milieux semi-naturels (67,2 % en 2018), en augmentation par rapport à 1990 (64,6 %). La répartition détaillée en 2018 est la suivante : forêts (45,1 %), prairies (28,8 %), milieux à végétation arbustive et/ou herbacée (22 %), zones agricoles hétérogènes (4,1 %). L'évolution de l’occupation des sols de la commune et de ses infrastructures peut être observée sur les différentes représentations cartographiques du territoire : la carte de Cassini (XVIIIe siècle), la carte d'état-major (1820-1866) et les cartes ou photos aériennes de l'IGN pour la période actuelle (1950 à aujourd'hui).

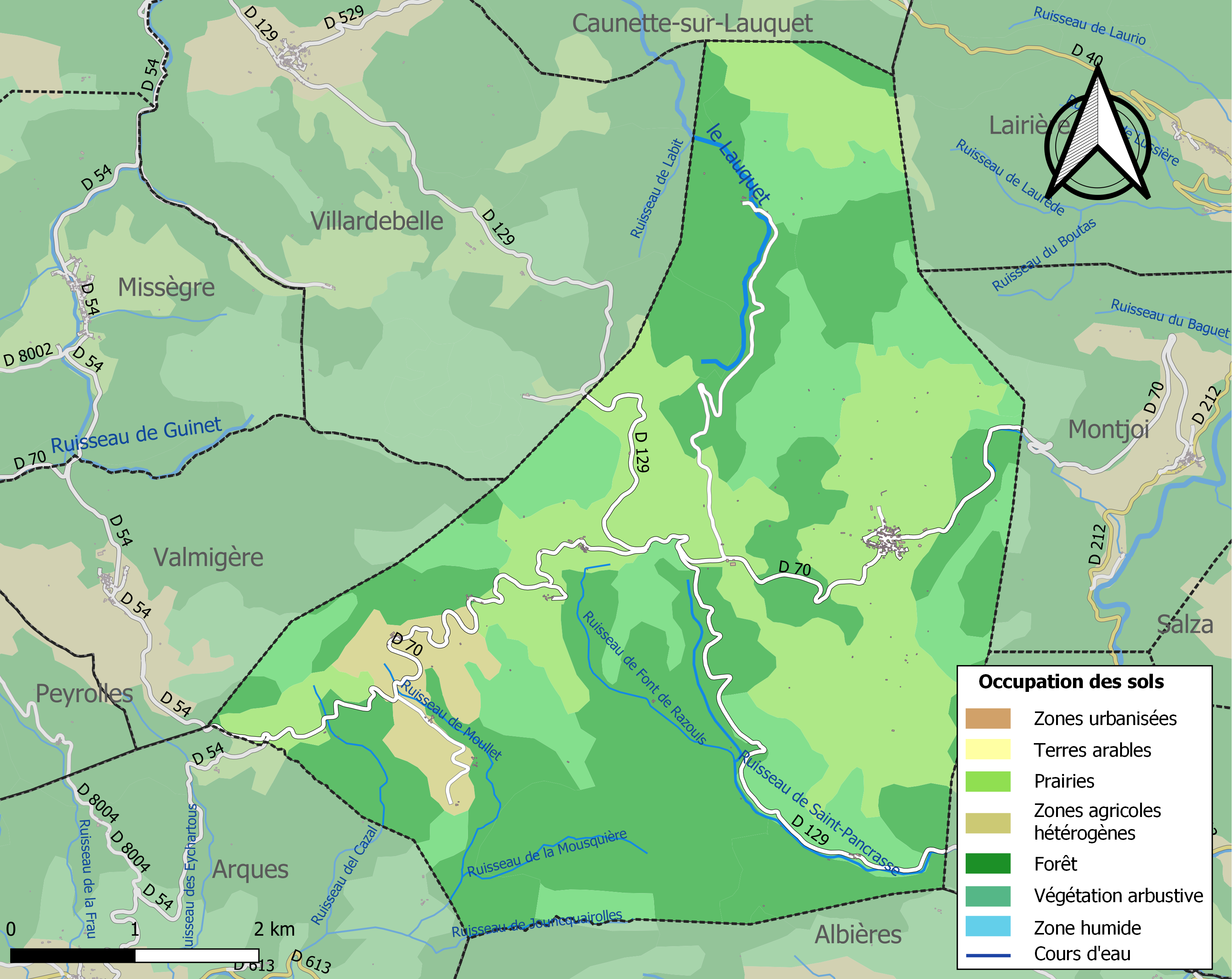
Carte des infrastructures et de l'occupation des sols de la commune en 2018 (CLC).

### Risques majeurs
Le territoire de la commune de Bouisse est vulnérable à différents aléas naturels : météorologiques (tempête, orage, neige, grand froid, canicule ou sécheresse), inondations, feux de forêts et séisme (sismicité faible). Il est également exposé à un risque particulier : le risque de radon. Un site publié par le BRGM permet d'évaluer simplement et rapidement les risques d'un bien localisé soit par son adresse soit par le numéro de sa parcelle.

#### Risques naturels
Certaines parties du territoire communal sont susceptibles d’être affectées par le risque d’inondation par débordement de cours d'eau, notamment le Lauquet. La commune a été reconnue en état de catastrophe naturelle au titre des dommages causés par les inondations et coulées de boue survenues en 1982, 1987, 1992, 1999, 2009, 2014, 2018 et 2020,.

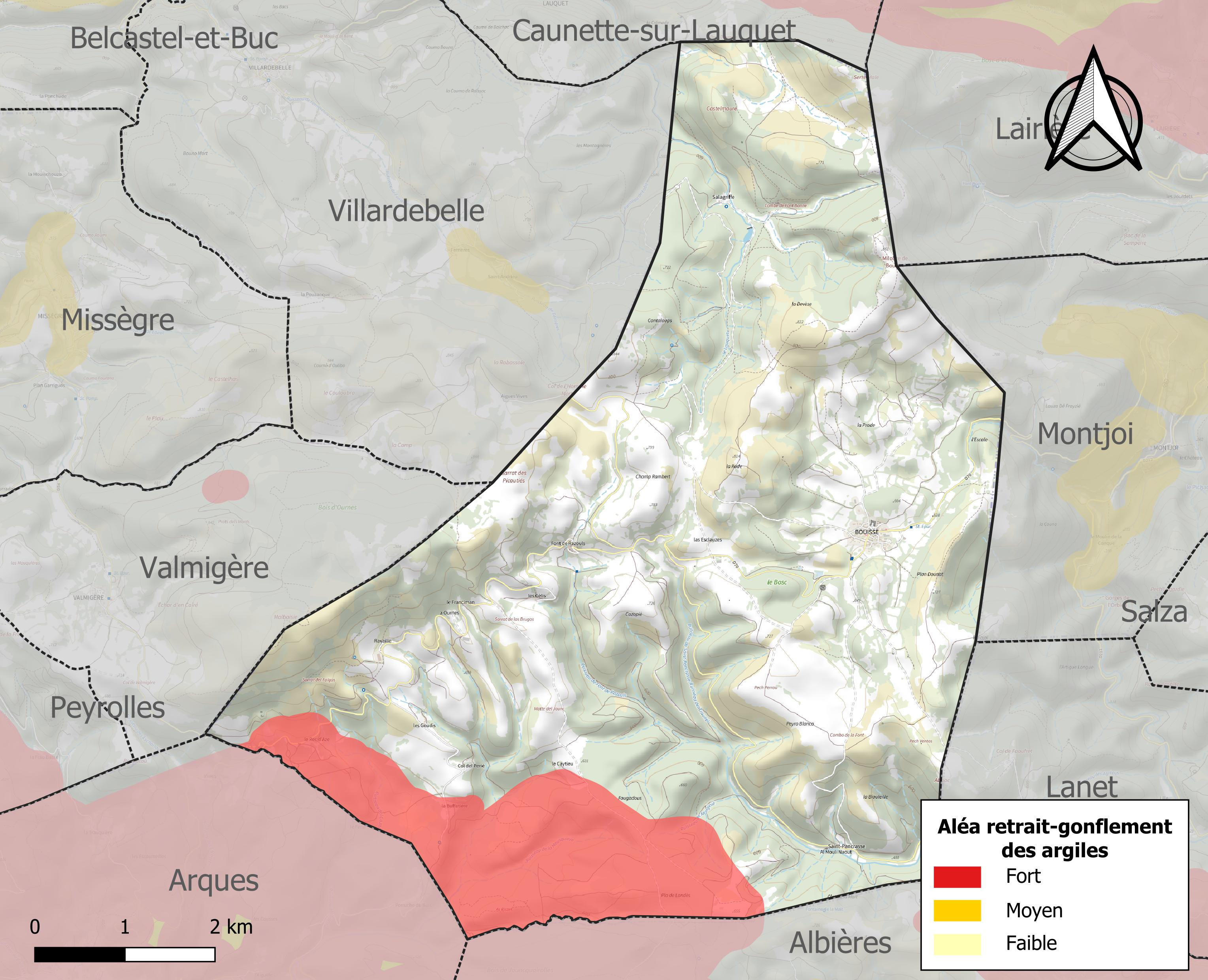
Carte des zones d'aléa retrait-gonflement des sols argileux de Bouisse.

Le retrait-gonflement des sols argileux est susceptible d'engendrer des dommages importants aux bâtiments en cas d’alternance de périodes de sécheresse et de pluie. 12,7 % de la superficie communale est en aléa moyen ou fort (75,2 % au niveau départemental et 48,5 % au niveau national). Sur les 107 bâtiments dénombrés sur la commune en 2019, 2 sont en aléa moyen ou fort, soit 2 %, à comparer aux 94 % au niveau départemental et 54 % au niveau national. Une cartographie de l'exposition du territoire national au retrait gonflement des sols argileux est disponible sur le site du BRGM,.

#### Risque particulier
Dans plusieurs parties du territoire national, le radon, accumulé dans certains logements ou autres locaux, peut constituer une source significative d’exposition de la population aux rayonnements ionisants. Certaines communes du département sont concernées par le risque radon à un niveau plus ou moins élevé. Selon la classification de 2018, la commune de Bouisse est classée en zone 3, à savoir zone à potentiel radon significatif.

## Histoire
Bouisse a emprunté son nom au buis (buxus en latin, bois en occitan) Cet arbuste est particulièrement abondant sur les versants des serres calcaires qui le cernent.

## Politique et administration

### Découpage territorial
La commune de Bouisse est membre de la communauté de communes de la Région Lézignanaise, Corbières et Minervois, un établissement public de coopération intercommunale (EPCI) à fiscalité propre créé le 20 décembre 2012 dont le siège est à Lézignan-Corbières. Ce dernier est par ailleurs membre d'autres groupements intercommunaux.
Sur le plan administratif, elle est rattachée à l'arrondissement de Narbonne, au département de l'Aude, en tant que circonscription administrative de l'État, et à la région Occitanie.
Sur le plan électoral, elle dépend du canton des Corbières pour l'élection des conseillers départementaux, depuis le redécoupage cantonal de 2014 entré en vigueur en 2015, et de la troisième circonscription de l'Aude  pour les élections législatives, depuis le redécoupage électoral de 1986.

### Liste des maires

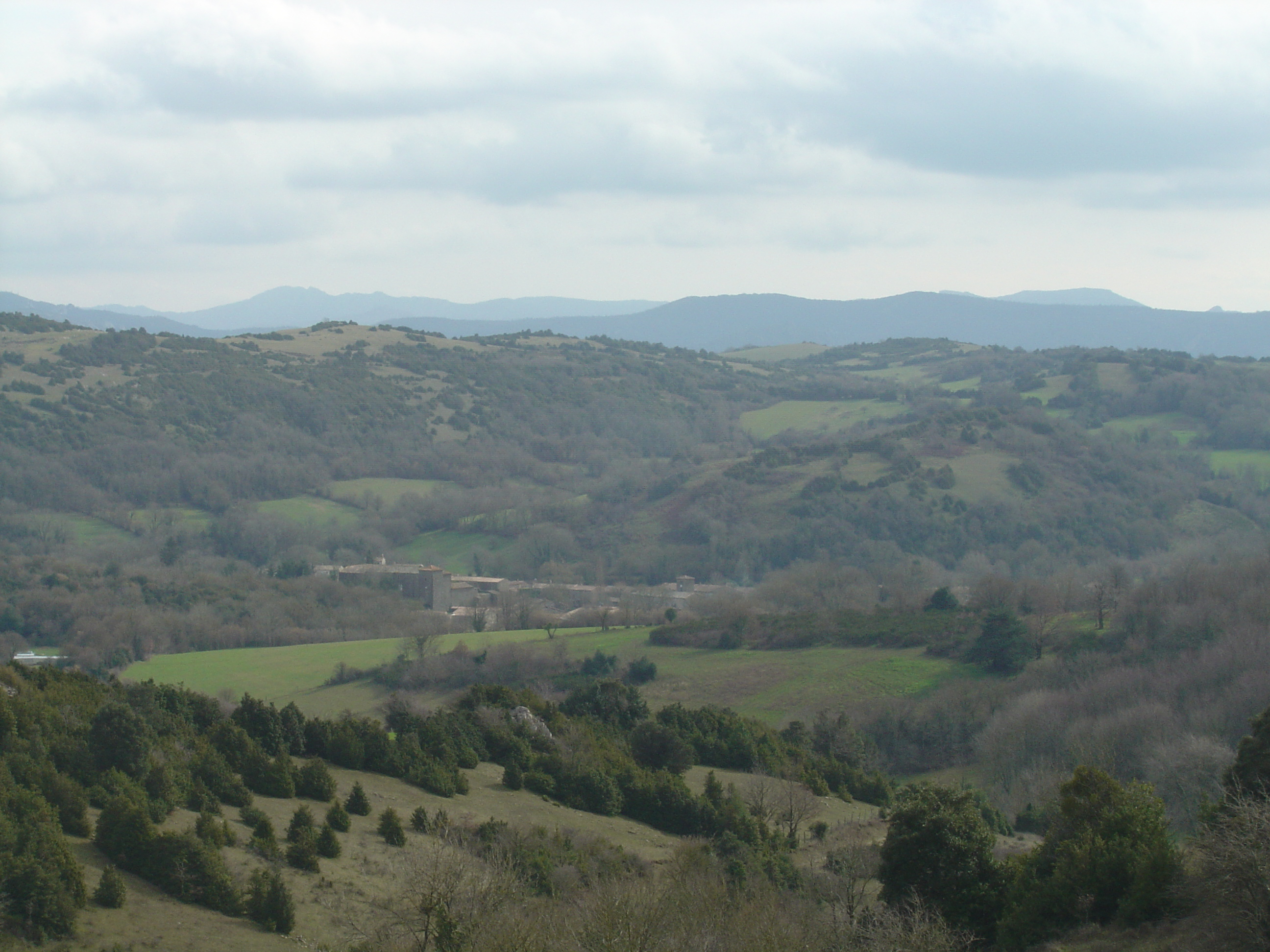
Vue sur Bouisse depuis le chemin grimpant au Milobre.

| Période                                  | Période   | Identité         | Étiquette | Qualité |
| ---------------------------------------- | --------- | ---------------- | --------- | ------- |
|                                          | mars 2001 | Marcel Arthozoul |           |         |
| mars 2001                                | 2014      | Francis Baron    |           |         |
| Les données manquantes sont à compléter. |           |                  |           |         |

## Démographie
L'évolution du nombre d'habitants est connue à travers les recensements de la population effectués dans la commune depuis 1793. Pour les communes de moins de 10 000 habitants, une enquête de recensement portant sur toute la population est réalisée tous les cinq ans, les populations de référence des années intermédiaires étant quant à elles estimées par interpolation ou extrapolation. Pour la commune, le premier recensement exhaustif entrant dans le cadre du nouveau dispositif a été réalisé en 2008.

En 2022, la commune comptait 103 habitants, en évolution de +8,42 % par rapport à 2016 (Aude : +2,65 %, France hors Mayotte : +2,11 %).
| 1793 | 1800 | 1806 | 1821 | 1831 | 1836 | 1841 | 1846 | 1851 |
| ---- | ---- | ---- | ---- | ---- | ---- | ---- | ---- | ---- |
| 548  | 598  | 619  | 740  | 717  | 764  | 712  | 695  | 669  |

| 1856 | 1861 | 1866 | 1872 | 1876 | 1881 | 1886 | 1891 | 1896 |
| ---- | ---- | ---- | ---- | ---- | ---- | ---- | ---- | ---- |
| 561  | 629  | 630  | 609  | 583  | 603  | 558  | 509  | 490  |

| 1901 | 1906 | 1911 | 1921 | 1926 | 1931 | 1936 | 1946 | 1954 |
| ---- | ---- | ---- | ---- | ---- | ---- | ---- | ---- | ---- |
| 469  | 421  | 382  | 325  | 295  | 267  | 242  | 207  | 166  |

| 1962 | 1968 | 1975 | 1982 | 1990 | 1999 | 2006 | 2008 | 2013 |
| ---- | ---- | ---- | ---- | ---- | ---- | ---- | ---- | ---- |
| 115  | 96   | 72   | 87   | 72   | 85   | 92   | 94   | 92   |

| 2018 | 2022 | - | - | - | - | - | - | - |
| ---- | ---- | - | - | - | - | - | - | - |
| 105  | 103  | - | - | - | - | - | - | - |

## Économie

### Emploi
| Division       | 2008   | 2013   | 2018   |
| -------------- | ------ | ------ | ------ |
| Commune        | 7,3 %  | 6,9 %  | 12,1 % |
| Département    | 10,2 % | 12,8 % | 12,6 % |
| France entière | 8,3 %  | 10 %   | 10 %   |

En 2018, la population âgée de 15 à 64 ans s'élève à 58 personnes, parmi lesquelles on compte 72,4 % d'actifs (60,3 % ayant un emploi et 12,1 % de chômeurs) et 27,6 % d'inactifs,. En  2018, le taux de chômage communal (au sens du recensement) des 15-64 ans est inférieur à celui du département, mais supérieur à celui de la France, alors qu'en 2008 il était inférieur à celui de la France.
La commune est hors attraction des villes,. Elle compte 28 emplois en 2018, contre 21 en 2013 et 20 en 2008. Le nombre d'actifs ayant un emploi résidant dans la commune est de 36, soit un indicateur de concentration d'emploi de 77,7 % et un taux d'activité parmi les 15 ans ou plus de 46,8 %.
Sur ces 36 actifs de 15 ans ou plus ayant un emploi, 22 travaillent dans la commune, soit 61 % des habitants. Pour se rendre au travail, 69,4 % des habitants utilisent un véhicule personnel ou de fonction à quatre roues, 11,1 % s'y rendent en deux-roues, à vélo ou à pied et 19,4 % n'ont pas besoin de transport (travail au domicile).

### Activités hors agriculture
13 établissements sont implantés  à Bouisse au 31 décembre 2019.
Le secteur de la construction est prépondérant sur la commune puisqu'il représente 38,5 % du nombre total d'établissements de la commune (5 sur les 13 entreprises implantées  à Bouisse), contre 14 % au niveau départemental.

### Agriculture
La commune fait partie de la petite région agricole dénommée « Pays de Sault ». En 2010, l'orientation technico-économique de l'agriculture  sur la commune est l'élevage de bovins pour la viande.
|                                   | 1988  | 2000 | 2010 |
| --------------------------------- | ----- | ---- | ---- |
| Exploitations                     | 17    | 13   | 11   |
| Superficie agricole utilisée (ha) | 1 025 | 1397 | 1409 |

Le nombre d'exploitations agricoles en activité et ayant leur siège dans la commune est passé de 17 lors du recensement agricole de 1988 à 13 en 2000 puis à 11 en 2010, soit une baisse de 35 % en 22 ans. Le même mouvement est observé à l'échelle du département qui a perdu pendant cette période 52 % de ses exploitations. La surface agricole utilisée sur la commune a quant à elle augmenté, passant de 1 025 ha en 1988 à 1 409 ha en 2010. Parallèlement la surface agricole utilisée moyenne par exploitation a augmenté, passant de 60 à 128 ha.

## Culture locale et patrimoine

### Lieux et monuments

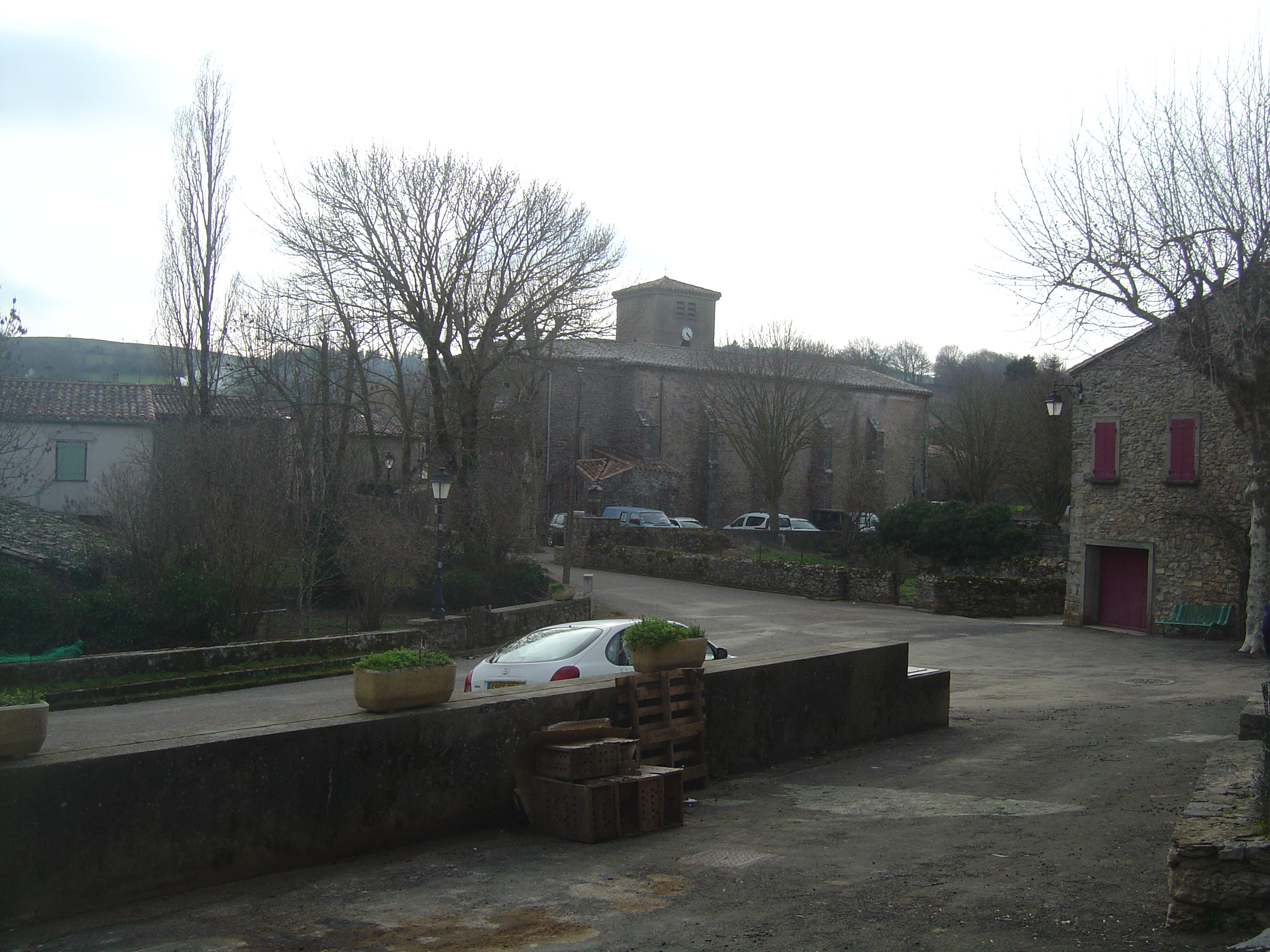
L'église et le centre du village.

- Église Saint-Saturnin de Bouisse, construite de 1650 à 1659.
- Chapelle de Saint-Pancrace (autrefois Notre-Dame-d'Ourière).
- Dolmen du Clot de l'Hoste.
- Le Milobre de Bouisse (878 m).

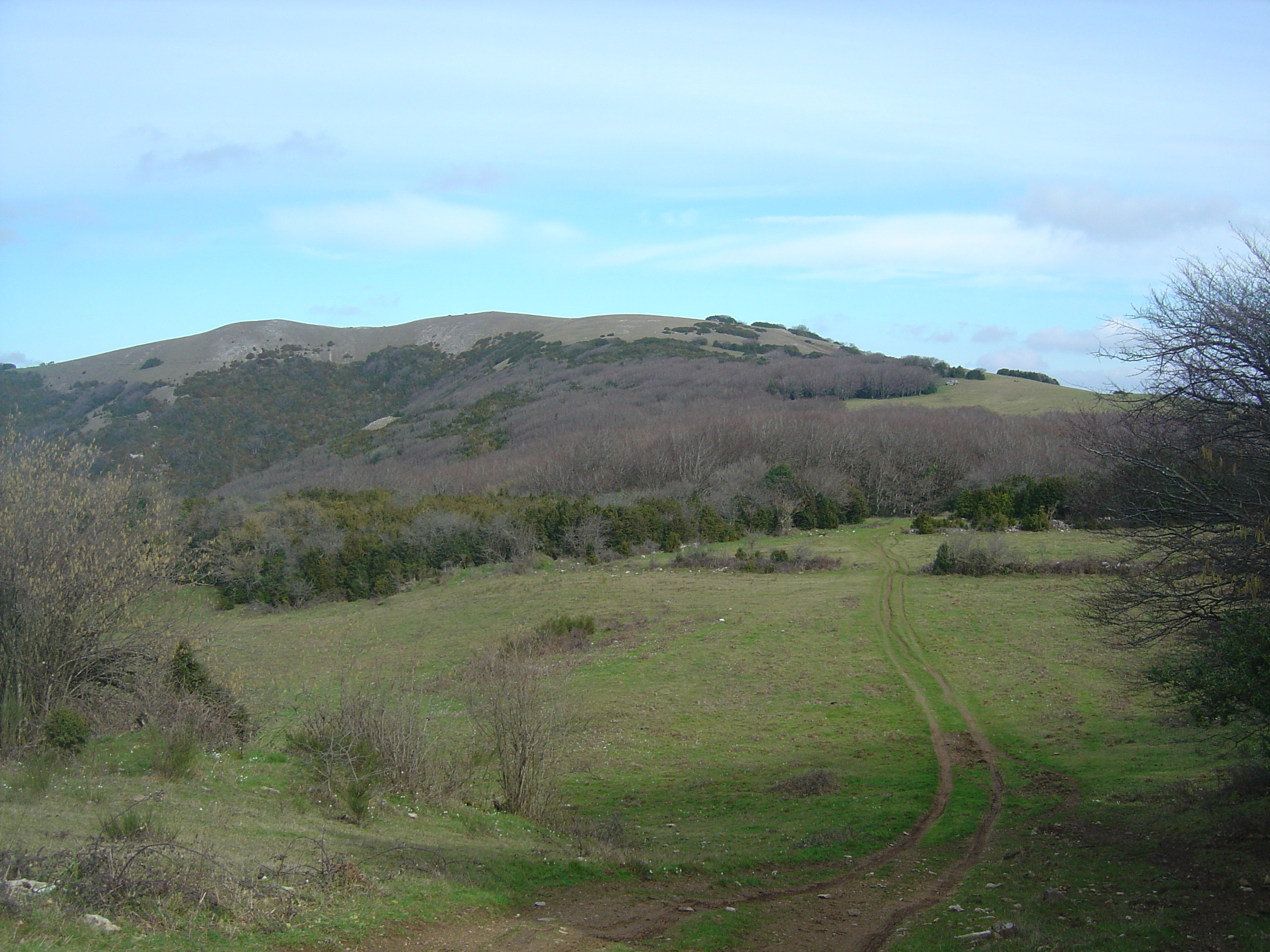
Le Milobre de Bouisse.
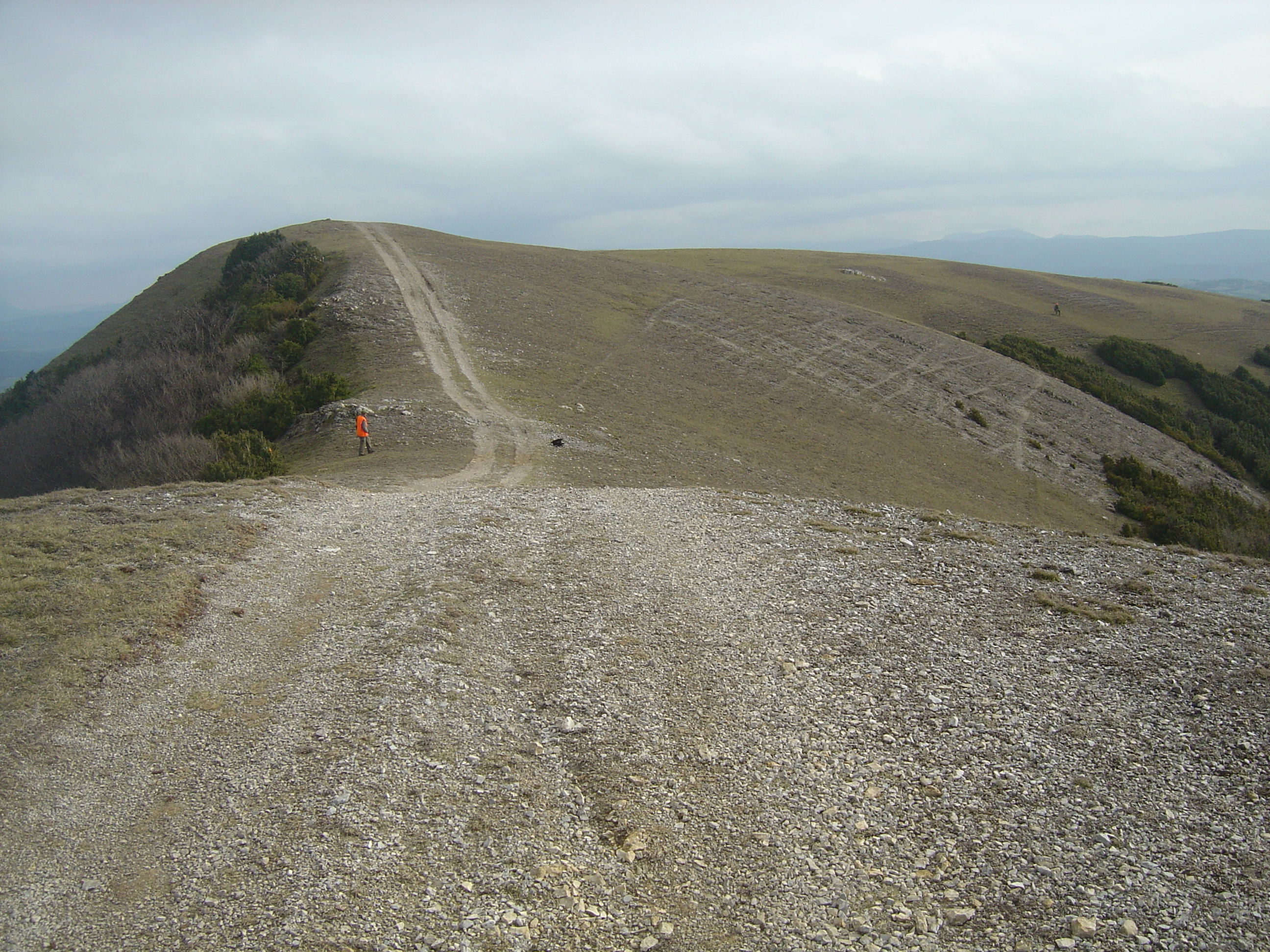
Sommet du Milobre de Bouisse (878 m).
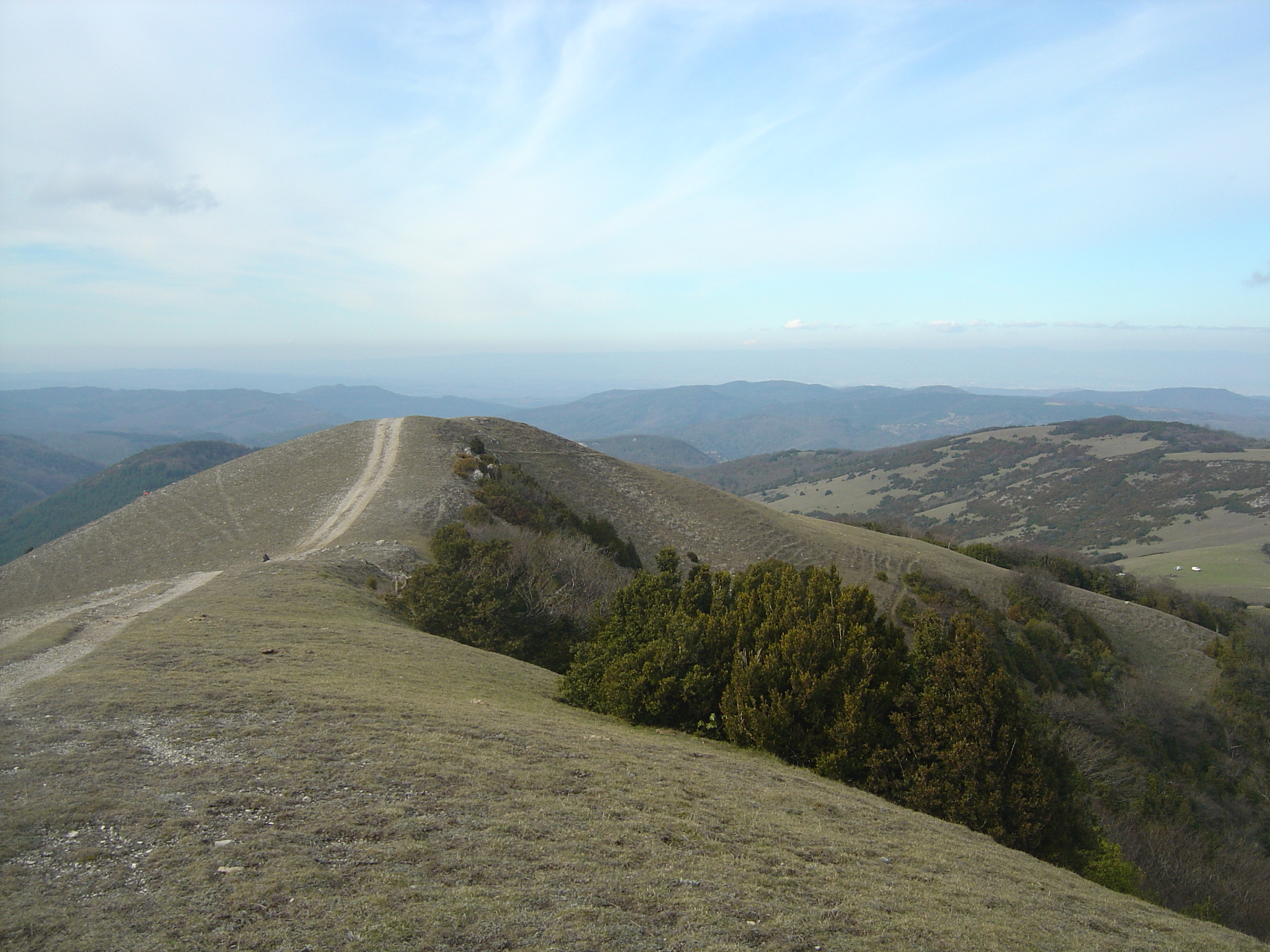
Vue de la crête du Milobre de Bouisse.

### Personnalités liées à la commune
- René Nelli poète, philosophe, historien, ami de Déodat Roché. Dans les années 1950, il acheta et restaura le château de Bouisse, il aimait y séjourner l'été.
- Olivier de Termes (1200-1274), seigneur de Termes et de Bouisse.

### Héraldique
| Blason de Bouisse | Blason  | D'hermine au pal fuselé d'or et de gueules.      |
| Blason de Bouisse | Détails | Le statut officiel du blason reste à déterminer. |